# Teutonok

A teutonok és kimberek inváziója

A teutonok (a protogermán Þeudanōs szóból) egy korai germán törzs volt. Már Sztrabón és Velleius Paterculus is beszámol róluk. Ptolemaiosz világtérképe szerint Jütlandon éltek, Pomponius Mela viszont Skandináviába helyezte őket, amelyet Codadoniának írt. A német történészek csak a 13. századtól azonosítják őket a germánok őseiként.

## Történetük
Több mint száz évvel Jézus születése előtt, a teutonok tömegei és a rokon kimberek dél és nyugat felé kezdtek el vándorolni (áthaladva a Duna medencéjén is), ahol szembetalálták magukat a terjeszkedő Római Birodalommal.
Az i. e. 2. század vége felé a történetírók szerint Gallián keresztül vonultak, sőt megtámadták Itáliát is. Többször megverték a római légiókat, de végül Caius Marius legyőzte őket az Aquae Sextiae-i csatában. A királyukat, Teutobodot, vasra verve vitték el. Az elfogott teuton nők tömeges öngyilkosságot követtek el, és a rómaiak szemében a germán hősiesség példaképeivé váltak.
A teuton megjelölést a szó története folyamán gyakran a germán népek egészére is használták. A latin nyelv a Teutōnī szót egy kelta nyelv közvetítésével vette át a protogermánból, amelyben a *Þeudanōs törzsbeli embert jelentett, a *þeudā gyök pedig eredetileg törzset.
A teuton név mint gyök ma is megjelenik olyan nemzetközivé vált szavakban, mint a totális, 
illetve a Német Lovagrendre is használják. A magyar nyelvben a szlovákok régies, ma sokszor inkább már pejoratív felhangú elnevezése, a tót is a teutonból eredt. Kezdetben ugyanis ezzel a névvel illették betelepült eleink a környező népeket.